# 日本ケミコン

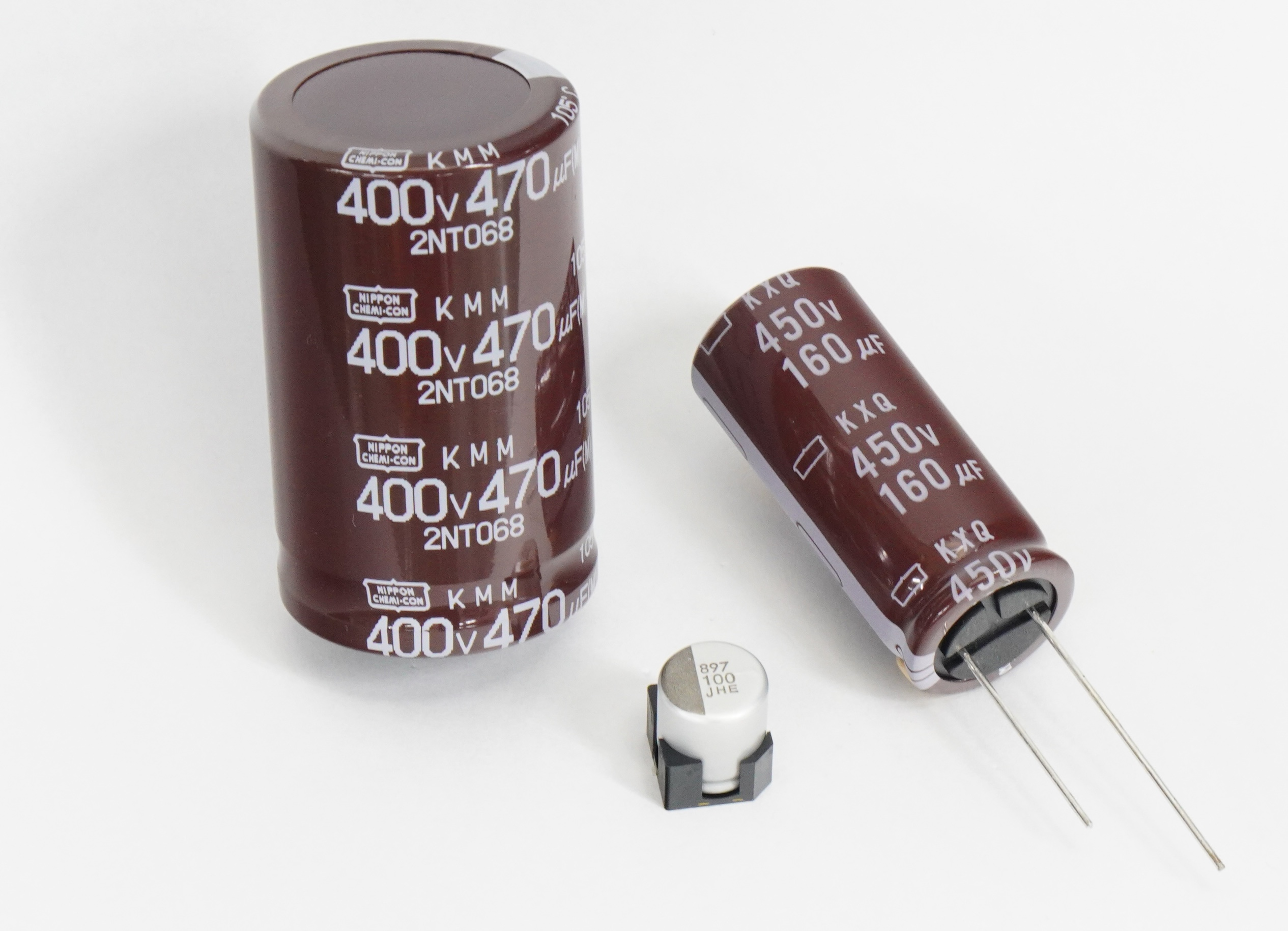
アルミ電解コンデンサ

日本ケミコン株式会社（にっぽんケミコン）は、東京都品川区に本社を構えるアルミ電解コンデンサ、電気二重層キャパシタなどのコンデンサおよびバリスタ、チョークコイルなどの電子部品を主に開発、製造、販売している企業である。

## 沿革
- 1931年（昭和6年）8月 - 佐藤敏雄により合資会社佐藤電機工業所として設立。
- 1947年（昭和22年）8月 - 株式会社化し、日本ケミカルコンデンサー株式会社設立。
- 1963年（昭和38年）5月 - 日本ケミカルコンデンサ株式会社に社名変更。
- 1970年（昭和45年）9月 - 東京証券取引所第2部上場。
- 1977年（昭和52年）9月 - 東京証券取引所第1部に指定替え。
- 1981年（昭和56年）7月 - 日本ケミコン株式会社に社名変更。
- 1995年（平成7年）4月 - 山形県長井市のマルコン電子を買収し、同社を吸収合併。
- 1997年（平成9年）4月 - 三井石油化学工業（現・三井化学）より磁性材料事業（チョークコイル）を取得。
- 2023年（令和5年）4月 - ブランド名をCHEMI-CONに統一。新たなロゴを使用[4][5]。

## 主な製品
- コンデンサ
  - アルミ電解コンデンサ - 非固体電解コンデンサおよび導電性高分子固体電解コンデンサ、ハイブリッドコンデンサ。世界No.1シェア。[6]
  - 電気二重層キャパシタ - DLCAPの商標で販売。MAZDAのi-ELOOPなどで採用。
  - 積層セラミックコンデンサ - マルコン電子より継承。3.2mm×1.6mm以上などの大形サイズに特化。
  - フィルムコンデンサ - マルコン電子より継承。2024年4月よりタイツウへ変更。[7]
- その他電子部品
  - バリスタ - マルコン電子より継承。TNR（Toshiba Non-linear Resistorの略）の登録商標で販売。
  - インダクタ - チョークコイルおよびコア材料。三井石油化学工業より継承。鉄系アモルファス材、ナノ結晶合金（ナノクリスタル）材、合金系ダスト材をラインナップ。
- モジュール
  - CMOSカメラ - 各素子、部品をモジュール化して販売。
  - シリコンウエハ - リセール事業。
- その他
  - アルミ電解コンデンサ用電極箔 - KDK販売を通じて外部へ販売。
  - 製造設備 - ケミコン東日本 青梅事業所(旧ケミコン精機)を通じて外部へ販売。

## 主な拠点
- 本社 - 東京都品川区
  - 名古屋営業所 - 愛知県名古屋市名東区
  - 大阪営業所 - 大阪府吹田市
  - 福岡営業所 - 福岡県福岡市博多区
- 新潟工場 - 新潟県北蒲原郡聖籠町
- 高萩工場 - 茨城県高萩市

## 国内関係会社
- ケミコン東日本株式会社
  - 岩手工場 - 岩手県北上市
  - 宮城工場 - 宮城県大崎市
  - 福島工場 - 福島県西白河郡矢吹町
  - 青梅事業所(旧ケミコン精機株式会社) - 東京都青梅市
- ケミコン東日本マテリアル株式会社
  - 岩手和賀工場 - 岩手県北上市
  - 喜多方工場 - 福島県喜多方市
- KDK販売株式会社 - 東京都品川区
- ケミコンデバイス株式会社
  - 長井工場 - 山形県長井市
  - 米沢工場 - 山形県東置賜郡川西町
  - 長岡工場 - 新潟県長岡市

## 海外関係会社
- Chemi-Con Americas Holdings,Inc. アメリカ合衆国
  - United Chemi-Con, Inc. アメリカ合衆国
  - Chemi-Con Materials Corporation アメリカ合衆国
- Europe Chemi-Con (Deutschland)GmbH ドイツ
- Hong Kong Chemi-Con 香港
  - Chemi-Con Trading (Shenzhen)Co.,Ltd. 中華人民共和国深圳市
  - 上海貴弥功貿易有限公司 中華人民共和国上海市
  - 貴弥功(無錫)有限公司 中華人民共和国無錫市
  - Dong Guang KDK Aluminum Foil Manufacture Ltd. 中華人民共和国東莞市
- 台湾佳美工股份有限公司（中国語: 台灣佳美工） 台湾
- Chemi-Con Electronics (Korea)Co.,Ltd. 韓国ソウル
- Singapore Chemi-Con (Pte.)Ltd. シンガポール
  - India Delhi Branch Office インドハリヤーナー州グルグラム
- Chemi-Con Electronics (Thailand)Co.,Ltd. タイバンコク
- Chemi-Con(Malaysia) Sdn.Bhd. マレーシア
- P.T.Indonesia Chemi-Con インドネシア
- 三瑩電子工業株式会社 韓国（持分法適用関連会社）

## 連結業績推移
| 決算期       | 売上高  | 売上総利益 | 販売管理費 | 営業利益 | 経常利益 | 親会社株主に帰属する 当期純利益 | 年間平均為替レート(USD) | 減価償却費 | 設備投資 | 総資産  | 現預金 | 有利子負債 | 実質有利子負債 Net Debt | 自己資本 | 資本金 | 従業員数 |
| ------------ | ------- | ---------- | ---------- | -------- | -------- | ------------------------------- | ----------------------- | ---------- | -------- | ------- | ------ | ---------- | ----------------------- | -------- | ------ | -------- |
| 2020年03月期 | 114,599 | 17,835     | 20,727     | ▲2,891   | ▲4,245   | ▲5,926                          | 108.74                  | 7,714      | 5,620    | 139,615 | 27,724 | 61,263     | 33,539                  | 39,446   | 21,526 | 6,658    |
| 2021年03月期 | 110,788 | 21,147     | 18,176     | 2,971    | 2,091    | 2,038                           | 106.06                  | 6,048      | 3,477    | 139,448 | 23,725 | 53,036     | 29,311                  | 51,606   | 24,310 | 6,228    |
| 2022年03月期 | 140,316 | 31,252     | 22,453     | 8,798    | 8,038    | ▲12,124                         | 112.38                  | 6,253      | 5,858    | 156,140 | 24,760 | 54,240     | 29,480                  | 44,418   | 24,310 | 6,197    |
| 2023年03月期 | 161,881 | 36,927     | 23,987     | 12,939   | 10,994   | 2,273                           | 135.47                  | 6,332      | 7,704    | 162,741 | 26,141 | 65,720     | 39,579                  | 50,257   | 24,310 | 6,045    |
| 2024年03月期 | 150,740 | 31,865     | 22,442     | 9,422    | 7,913    | ▲21,291                         | 144.62                  | 6,762      | 11,195   | 172,921 | 45,300 | 85,464     | 40,164                  | 53,097   | 5,452  | 5,796    |
| 2025年03月期 | 122,684 | 23,729     | 19,989     | 3,740    | 1,568    | 37                              |                         | 7,089      |          | 162,702 | 23,870 | 74,836     | 50,966                  | 56,118   | 5,452  |          |

- 単位は百万円。業績数値は日本ケミコン提出の有価証券報告書、年間平均為替レートは決算説明資料より転載。

## 経営者
歴代の代表取締役社長
| 代    | 氏名     | 在任期間               | 出身校・前歴                                     | 備考 |
| ----- | -------- | ---------------------- | ------------------------------------------------ | ---- |
| 初代  | 佐藤敏雄 | 1947年8月 - 1972年     |                                                  |      |
| 第2代 | 蟹江利夫 | 1972年 - 1979年        | 名古屋高等商業学校・元日立製作所家電事業本部次長 |      |
| 第3代 | 綿引弘   | 1979年 - 1987年5月     | 北海道帝国大学農学部・元岩崎電気管理部長         |      |
| 第4代 | 佐藤敏明 | 1987年5月 - 1995年11月 | 玉川大学経済学部                                 |      |
| 第5代 | 常盤彦吉 | 1995年11月 - 2003年6月 | 成城大学・元岩崎電気社員                         |      |
| 第6代 | 内山郁夫 | 2003年6月 - 2019年6月  | 宇都宮大学大学院工学研究科工業化学専攻           |      |
| 第7代 | 上山典男 | 2019年6月 - 2025年4月  | 北海道大学理学部                                 |      |
| 第8代 | 今野健一 | 2025年4月 -            | 岩手県立黒沢尻工業高等学校                       | 現職 |

## 女子陸上競技部
当社女子陸上競技部は1986年4月に発足。所在地は宮城県大崎市。業績悪化を理由に、2014年3月末限りで無期限休部となった。例年12月に開催される全日本実業団対抗女子駅伝では、2007年大会の6位入賞が過去最高順位であった。
女子陸上競技部の監督には泉田利治（1986年4月 - 2011年3月）、森勇治（2011年4月 - 2014年3月）の2人が担当。なお、かつて同陸上部に所属し活躍した元女子選手では、1999年8月の世界陸上セビリア大会10000m5位入賞・2000年9月のシドニーオリンピック10000m15位の高橋千恵美、2009年3月の名古屋国際女子マラソン3位の町田祐子などがいた。

## 不祥事
- カルテル問題（2014年）
  - 電解コンデンサに関する価格カルテルの共謀を行っていた疑いにより同業メーカー10社（ニチコン、ルビコン、パナソニック、トーキン、旧:日立化成、エルナー、松尾電機など）と共に捜査を受けた[17]。
  - 2015年（平成27年）12月22日 - 台湾の公平交易委員会から公平交易法（日本の私的独占の禁止及び公正取引の確保に関する法律〈独占禁止法〉に相当する法律）違反に当たるとして15億7千万台湾ドル（約57億円）の罰金を課される[18]。
  - 2016年（平成28年）3月29日 - 日本の公正取引委員会から独占禁止法違反に当たるとして14億3524万円の課徴金を課される[19]。
  - 2018年（平成30年）3月21日 - 欧州委員会から欧州競争法に違反する行為を行なっていたとして97.9百万ユーロ（約128億円）の制裁金を課される[20]。
  - 2018年（平成30年）1月22日 - 米国における集団民事訴訟(間接購入者原告団)で13.5百万米ドル（約15億円）の和解金支払い[21]。
  - 2018年（平成30年）1月5日 - シンガポール競争委員会から699.4万シンガポールドル（約6億円）の制裁金を課される[22]。
  - 2018年（平成30年）10月3日 - 米国司法省から6千万米ドル（約65億円）の罰金を課される[23]。
  - 2021年（令和3年）12月15日 - 米国における集団民事訴訟(直接購入者原告団)で160百万米ドル（約180億円）の和解金支払い[24]。
  - 2022年（令和4年）7月22日 - 米国における民事訴訟の一部原告に対して31.5百万米ドル（約43億円）の和解金支払い[25]。
  - 2023年（令和5年）5月10日 - カナダにおける集団民事訴訟で21.3百万カナダドル（約21億4百万円）の和解金支払い[26]。
  - 2023年（令和5年）7月11日 - 米国Avnet, Inc.及びその他3社との民事訴訟で125百万米ドル（約178億円）の和解金支払い[27]。
  - 2023年（令和5年）9月15日 - 米国Arrow Electronics, Inc.との民事訴訟で75百万米ドル（約110億円）の和解金支払い[28]。
  - 2024年（令和6年）12月25日 - イスラエルにおける集団民事訴訟で3.5百万米ドル（約5億20百万円）の和解金支払い[29]。